# Parabole de la lampe
La Lampe est une parabole donnée par Jésus-Christ. Elle est citée dans trois Évangiles. Elle est l'image des humains qui doivent être les lumières du monde en suivant les vertus.

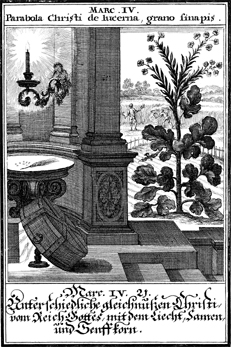
Un dessin sur cette parabole et celle de La Semence, deux images qui se suivent dans l'Évangile de saint Marc.

## Texte
Évangile de Jésus-Christ selon saint Matthieu, chapitre 5 versets 14 et 15 :
« Vous êtes la lumière du monde. Une ville située sur une montagne ne peut être cachée; et on n'allume pas une lampe pour la mettre sous le boisseau, mais on la met sur le chandelier, et elle éclaire tous ceux qui sont dans la maison. »
Traduction d'après la Bible Louis Segond.

## Interprétation
Pour Jean Chrysostome, la lumière chasse les ténèbres du mal. Elle éclaire le chemin, elle chasse les erreurs. Être la lumière, éclairer la maison, c'est œuvrer en suivant la fraternité afin de montrer la voie à suivre.
Pour le Frère Élie, la lumière rejoint la flamme de l'Esprit Saint reçue lors du baptême. Elle doit nous guider à faire œuvre de charité tout au long de notre vie, et à parler de la Bonne Nouvelle venue illuminer le monde.
Benoît XVI cite le psaume 119, verset 105 : « Ta parole est une lampe à mes pieds, Et une lumière sur mon sentier » (Ps 119), et le livre du prophète Isaïe, chapitre 58, verset 10 : « Si tu donnes ta propre subsistance à celui qui a faim, Si tu rassasies l'âme indigente, Ta lumière se lèvera sur l'obscurité, Et tes ténèbres seront comme le midi » (Is 58) .

## Influence
Cette parabole biblique est à l'origine de l'expression française "mettre sous le boisseau", passée dans le langage courant malgré l'emploi du mot "boisseau" qui désigne une mesure aujourd'hui obsolète.